# Essence (phénoménologie)
Pour les articles homonymes, voir Essence.
Selon Emmanuel Housset, la distinction du fait et de l'essence est déterminante pour la phénoménologie qui doit être considérée comme une méthode qui permet de s'élever des faits aux structures mêmes de l'être et donc aux sciences de gagner leur véritable scientificité. En rupture avec les thèses issues du positivisme et de l'empirisme Husserl s'intéresse à la manière dont chaque objet se constitue dans notre regard, ainsi le mode de constitution des essences de choses le conduit dès le début à considérer la possibilité d'une « science éidétique », note Jean-François Lyotard.

## Ce que essence signifie en phénoménologie
En phénoménologie l'essence vise ce qu'une chose est, mais surtout ce sans quoi elle ne pourrait être ce qu'elle est résume Renaud Barbaras. On parle à ce propos d'un « a priori » avec quoi l'essence est confondue. Une telle approche confirme le caractère non métaphysique de la notion ainsi définie souligne Paul Ricœur.
« À côté de types empiriques, d'une généralité purement inductive (comme lion, chaise, étoile), nous trouvons de véritables essences qui appartiennent nécessairement aux objets individuels et sont la condition même de la possibilité de ces types contingents », écrit  Emmanuel Levinas.
« Un objet individuel n'est pas seulement quelque chose d'individuel, un « ceci », quelque chose d'unique ; du fait qu'il a en « soi-même » telle ou telle constitution, il a sa spécificité, son faisceau permanent de prédicats essentiels qui lui surviennent nécessairement en tant qu'il est tel qu'en soi-même, de telle sorte que d'autres déterminations, celles-là secondaires et relatives puissent lui échoir » écrit Husserl. La réduction eidétique va avoir pour tâche de libérer l'essence de toute dépendance à l'égard du fait, note Emmanuel Housset.
À noter que l'« eidos » ou concept husserlien d'essence, se distingue du concept kantien d'« Idée » qui fait référence à une essence idéale. « L'« Idée » est une limite idéale alors que l'« eidos »  est la structure même de l'objet sa forme catégoriale »,. « L'essence n'est pas non plus la propriété de l'objet individuel qui serait obtenue par induction et elle n'est pas non plus une simple fiction, mais elle est un sens pur qui doit être intuitionné pour que l'on puisse saisir la rationalité du monde », écrit Emmanuel Housset.
Husserl distingue différentes « régions » de l’être. Il distingue les genres suprêmes qui régissent le concret et distribuent tout l’être individuel tombant sous l’intuition en régions de l’être, chacune de ces régions (région nature ou région psychologie par exemple) caractérise une science « éidétique » et empirique, qui se distingue de toute autre par principe.

## La fixation des essences
L'essence n'est pas obtenue par induction des caractères communs aux objets car de tels caractères pourraient ne pas être essentiels. Il faut que l'essence exprime une nécessité,-. C'est par le procédé de la variation imaginaire que Husserl obtient l'essence de l'objet. L'essence ou eidos est constituée par l'« invariant » , c'est-à-dire ce qui demeure identique à travers les variations, par exemple une couleur ne peut être saisie indépendamment de la surface sur laquelle elle est étalée. Si nous faisons varier par l'imagination l'objet couleur et lui retirons son prédicat « étendue » nous supprimons la possibilité de l'objet couleur lui-même, l'étendue est donc bien l'invariant,.
Renaud Barbaras, remarque qu'il ne s'agit pas de se limiter à des variantes empiriques mais bien de s'en libérer, par l'imagination pure pour ouvrir le spectre des possibilités à l'infini « l'éidos émerge au sein des différentes variantes comme l'élément commun qui en est la condition. »
L'essence peut être le fruit de l'intuition. L'intuition de l'essence sera au même titre que l'intuition de l'individu  conscience de quelque chose qui est donné en personne dans cette intuition,.Jean-François Lyotard écrit: « L'essence s'éprouve dans une intuition vécue ; la vision des essences n'a aucun caractère métaphysique [...] l'essence est seulement ce en quoi la chose même m'est révélée dans une donation originaire ». Ainsi l'essence n'est pas obtenue par abstraction, elle peut être intuitionnée comme unité idéale, telle l'essence du rouge qui n'est pas liée aux objets rouges et qui n'est pas non plus une construction psychique mais qui est donnée de façon évidente comme une et identique.

## L'existence des essences
L' essence  qui n'est ni individuée dans l'espace ou dans le temps, ne naît ni ne périt, possède un mode spécifique d'exister. Le genre rouge, n'est pas le rouge de l'objet individuel, le genre est idéal.
Emmanuel Levinas, écrit« on ne saurait nier que dans un très grand nombre de cas, nous ne pensons et ne nommons non point le particulier, mais son idée et que son idée  ne soit le sujet de nos assertions [...] Nous énonçons des vérités qui concernent des objets idéaux. Dans ce sens les objets idéaux existent véritablement ». Pour Renaud Barbaras si l'essence n'existe pas elle est néanmoins un objet.
L'intuition de l'essence est au même titre que l'intuition de l'individu  conscience de quelque chose qui est donné en personne dans cette intuition
Les Logische Untersuchungen ou Recherches logiques de Husserl établissent l'irréductibilité de l'idée au fait. Levinas qui y voit l'affirmation de la possibilité d'existence d'une logique pure et d'une science des essences écrit: « le monde idéal se trouve réhabilité. Les rapports logiques ont une législation autonome [...] À côté du monde des formes, il y a un monde des essences matérielles [...], essence du rouge, du coloré, de l'homme, de la collectivité. Ces essences constituent des vérités nécessaires [...]Telles sont les vérités de la géométrie qui étudie l'essence de l'espace; telles sont les vérités de cet ordre : toute couleur est étendue, chaque son a une intensité etc ».

## La hiérarchie des essences
Tout ce qui appartient à l'essence d'un individu, un autre individu peut le posséder. « Les essences matérielles qui dominent les objets empririques se subordonnent à des genres suprêmes qui sont l'objet d'une science, l'ontologie régionale : ainsi l'ontologie de la nature traite des propriétés qui appartiennent universellement aux objets de la région nature », écrit Paul Ricœur. Ces essences note Jean-François Lyotard, s'ordonnent hiérarchiquement, en partant du sensible 
- 1/ au plus près du sensible, des essences matérielles (celle du vêtement par exemple), étudiées par des ontologies ou sciences éidétiques matérielles-
- 2/ au-dessus, des essences régionales (l'essence des objets culturels) coiffant les précédentes , et explicitement par des éidétiques régionales-
- 3/ enfin l'essence d'objet en général, ce qui fait l'« objectité », qui relève d'une ontologie formelle répondant à des questions qu'est-ce qu'un objet, une propriété, une relation etc..

## La science des essences
Avec la « réduction éidétique », la phénoménologie devient une science des essences note Emmanuel Housset. Ce n'est plus l'expérience seule qui donnerait la chose même : celle-ci, pense Husserl, demande la mise en œuvre de connaissances a priori qui ne sont pas seulement antérieures à l'expérience mais qui sont comme chez Kant indépendantes de l'expérience. Cet a priori est ancré dans ce que Husserl appelle une intuition « éidétique » spécifique qui nous met en présence d'essences universelles (par exemple le coq , le nombre deux, l'objet en général), de la même façon que l'intuition sensible nous met en présence d'objets individuels (comme une chose jaune particulière, une paire d'objets particuliers). « La connaissance a priori n'est plus une connaissance déterminée par son antériorité vi-à-vis de toute connaissance d'objet, mais est une connaissance de l'être même des choses » écrit Emmanuel Housset. L'intuition de l'essence sera au même titre que l'intuition de l'individu conscience de quelque chose qui est donné en personne dans cette intuition.
Ainsi conçue la « science éidétique » est d'abord une « description qui vise à rendre raison de l'essence d'un phénomène à partir de la série des variations dont est susceptible son appréhension ». Husserl aspire ensuite à construire une science des essences par quoi l'être des choses, et de toutes les choses, nous serait donné. Il découvre « les lois éidétiques qui guident toute connaissance empirique [...] Il distinguera hiérarchiquement et en partant de l'empirique 1/ les essences matérielles (celles de vêtement par exemple) étudiées par des ontologies ou sciences  éidétiques matérielles-2/ les essences régionales (objet culturel) coiffant les précédentes- 3/ enfin l'essence d'objet en général ».
Il y a des sciences pures de l'essence qui mettent à jour le fond « éidétique »  de tel individu « il faut distinguer les sciences pures de l'essence (logique, mathématique pure, théorie pure du temps) dans laquelle l'expérience ne joue aucun rôle, des sciences de la nature ». Aucune de ces sciences pures ne pose de fait exprimant une réalité, une existence, aucune ne joue le rôle de fondement.
« Si toute science « éidétique » est par principe indépendante de toute science de fait, c'est l'inverse pour les sciences de fait. Il n'en est aucune qui puisse rester pure de toute connaissance « éidétique » et donc qui soit indépendante des sciences éidétiques formelles ou matérielles »,.
L'objet empirique par le biais de son essence matérielle s'intègre à un genre matériel suprême (une essence régionale) qui fait l'objet d'une ontologie régionale et d'une science qui en dégage les fondements théoriques essentiels. Chaque « a priori » régional (chose en général, âme en général) assure dans la région ouverte par lui, la possibilité même des connaissances de fait,. Le même objet, pour être objet, est aussi tributaire des déterminations de l'« objectivité » en général que Husserl rassemble sous l'appellation d'« ontologie formelle » (relation, groupe, ordre, propriété),.
Jean-François Lyotard résume ainsi les conclusions importantes de ce travail théorique : « À chaque science empirique correspond une science éidétique concernant l'« eidos » régional des objets étudiés par elle, la phénoménologie  elle-même est à cette étape définie comme science éidétique de la région conscience ; en d'autres termes dans toutes sciences empiriques de l'homme se trouve impliquée nécessairement une essence de la conscience »